# James Fennelly

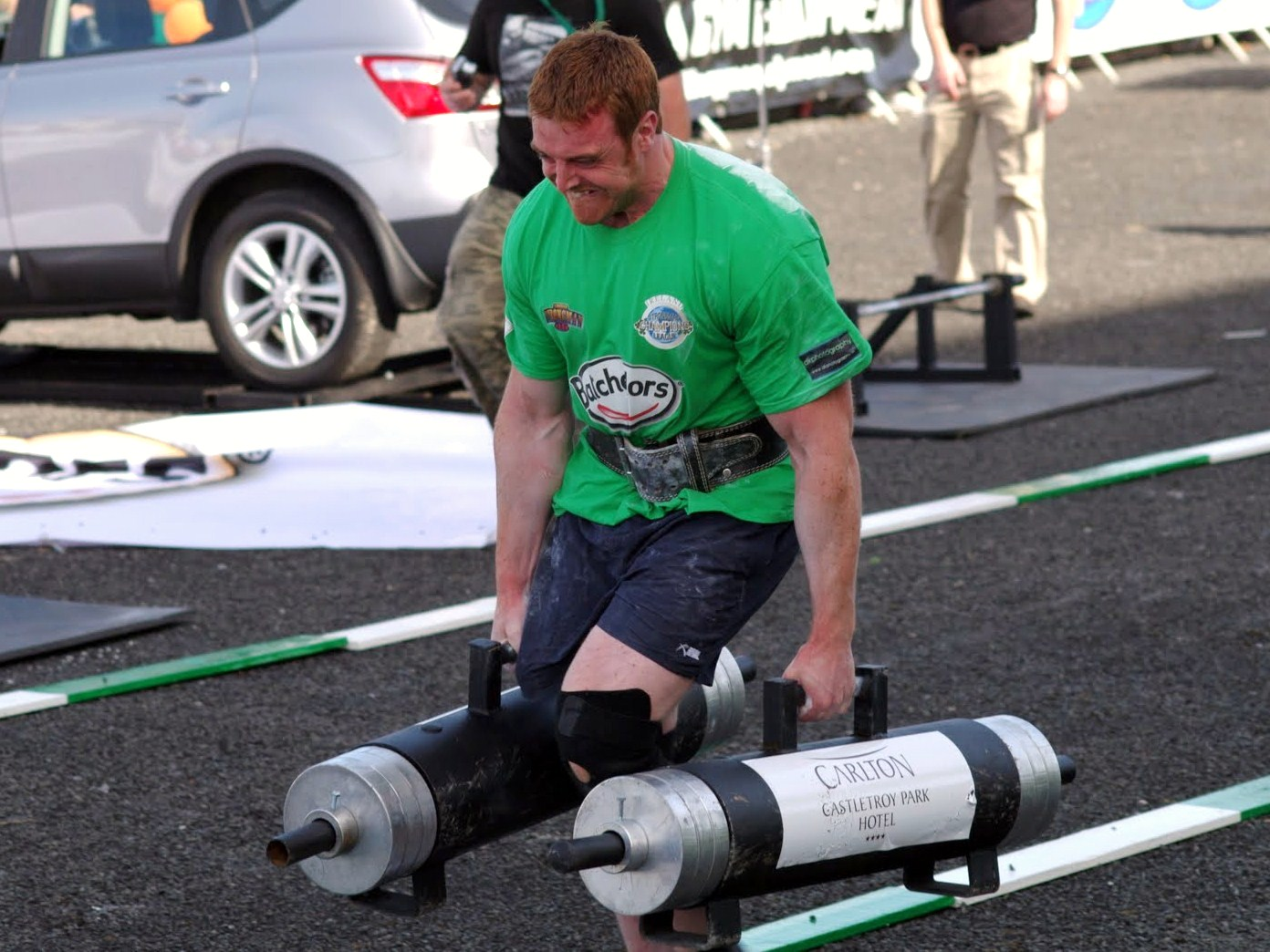
James Fennelly w konkurencji Spacer farmera

James Fennelly (ur. 15 grudnia 1983 w Kilkenny) – irlandzki trójboista siłowy i strongman.
Obecnie najlepszy irlandzki siłacz. Dwukrotny Mistrz Irlandii Strongman w latach 2009 i 2010.

## Życiorys
James Fennelly rozpoczął treningi siłowe w wieku siedemnastu lat. Następnie trenował trójbój siłowy. Zadebiutował w zawodach siłaczy w 2007, zajmując 2. miejsce, w zawodach Novice Ireland Strongest Man for the Novice Finn McCool Trophy.
Uzyskał zawód elektryka. Mieszka w Kilkenny.
Wymiary
- wzrost: 190 cm
- waga: 114–120 kg

## Osiągnięcia strongman
- 2007
  - 2. miejsce - Novice Ireland Strongest Man
- 2008
  - 5. miejsce - Mistrzostwa Irlandii Strongman[6]
  - 5. miejsce - Mistrzostwa Zjednoczonego Królestwa Strongman[7]
- 2009
  - 1. miejsce - Mistrzostwa Irlandii Strongman
- 2010
  - 1. miejsce - Mistrzostwa Irlandii Strongman